# Hélio Dias
Hélio Dias, właśc. Hélio Dias de Oliveira (ur. 19 grudnia 1943 w Rio de Janeiro) – brazylijski piłkarz, występujący na pozycji bramkarza.

## Kariera klubowa
Karierę piłkarską Hélio Dias rozpoczął w klubie Bonsucesso Rio de Janeiro. Później występował w Botafogo FR, z którego przeszedł do Clube Atlético Mineiro. W Atlético Mineiro grał przez 5 lat i rozegrał w tym czasie 121 spotkań w barwach klubu z Belo Horizonte. Z Atlético Mineiro zdobył mistrzostwo stanu Minas Gerais – Campeonato Mineiro w 1970 roku. W późniejszych latach występował w lokalnych rywalach Atlético Mineiro - Cruzeiro EC i Américe.

## Kariera reprezentacyjna
W 1964 roku Hélio Dias uczestniczył w Igrzyskach Olimpijskich w Tokio. Na turnieju Hélio Dias był podstawowym zawodnikiem i wystąpił we wszystkich trzech meczach grupowych reprezentacji Brazylii z Egiptem, Koreą Południową i Czechosłowacją.
W 1963 roku Hélio Dias uczestniczył w Igrzyskach Panamerykańskich, które Brazylia wygrała. Hélio Dias na igrzyskach wystąpił we wszystkich dwóch meczach z USA i Argentyną.